# 克羅皮夫尼亞 (文尼察州)
48°41′50″N 28°8′25″E / 48.69722°N 28.14028°E
克羅皮夫尼亞（羅馬化：Kropyvnia）是烏克蘭的村落，位於該國西南部文尼察州，由日梅林卡區負責管轄，面積0.46平方公里，海拔高度240米，2001年人口83，人口密度每平方公里180.04人。